# 여행사진

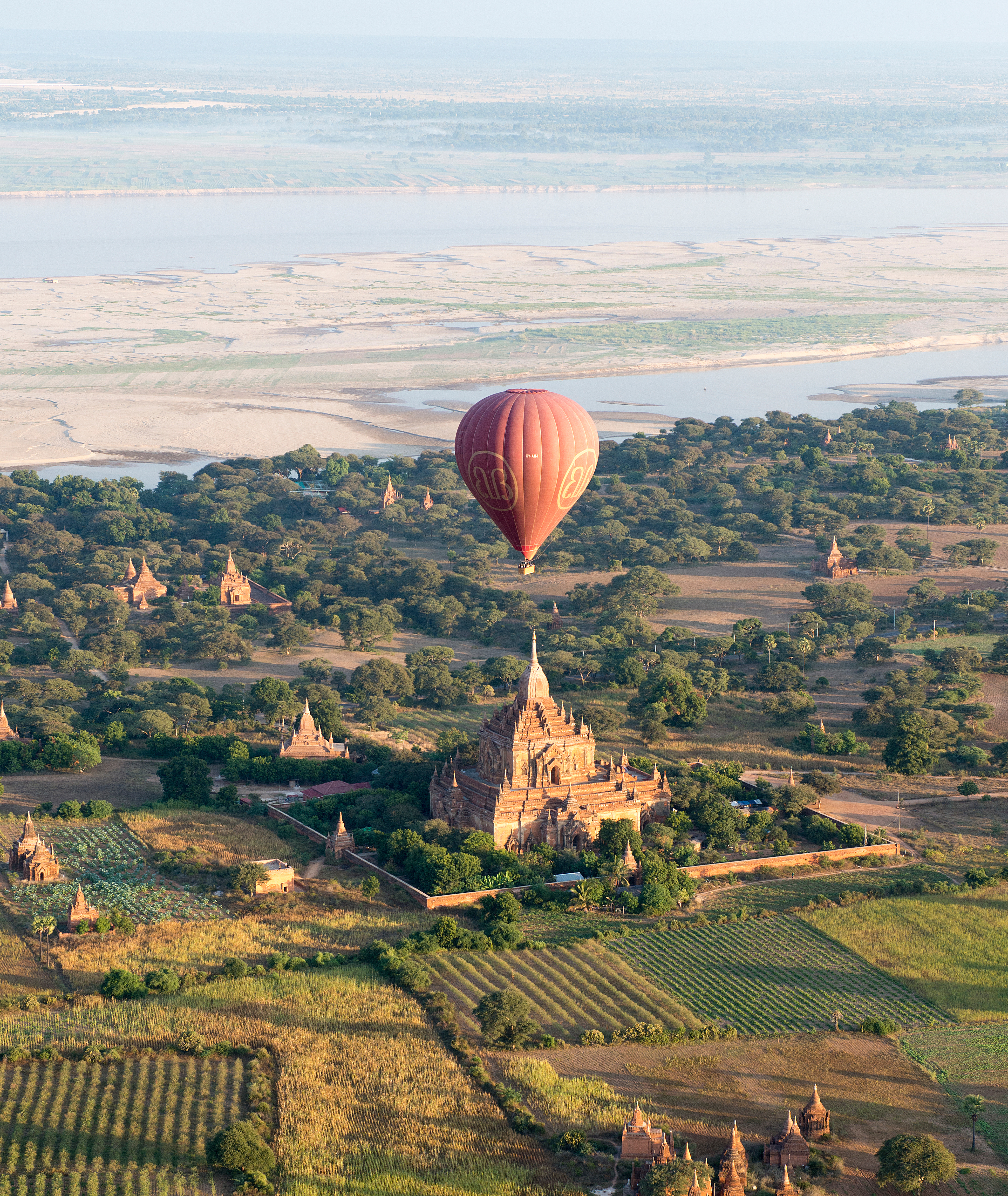

여행사진(旅行寫眞)은 여행처에서 촬영된 사진을 말한다. 인물 사진과 함께 흔한 장르이며, 아마추어에게도 매우 일반적인 것이다.
여행 사진은 지역의 풍경, 사람, 문화, 관습 및 역사를 기록하는 사진 장르이다. 미국 사진학회에서는 여행 사진을 시간과 장소의 느낌을 표현하고, 토지, 사람, 문화를 자연 상태 그대로 표현하며, 지리적 제한이 없는 이미지로 정의한다.
여행 사진 장르는 다루는 주제 측면에서 가장 개방적인 장르 중 하나이다. 많은 여행 사진가들은 여행 인물 사진, 풍경 사진, 다큐멘터리 사진 등 사진의 특정 측면을 전문으로 할 뿐만 아니라 여행의 모든 측면을 촬영한다. 오늘날의 여행 사진 스타일의 대부분은 스티브 맥커리(Steve McCurry)와 같은 사진가가 내셔널 지오그래픽 잡지와 같은 잡지에서 작업한 초기 작업에서 파생되었다. 이 사진 장르에는 다양한 사용 가능한 조건에서 다양한 피사체를 촬영하는 작업이 수반된다. 실내 저조도 사진, 건물 및 기념물 외부에 사용 가능한 주변광 사진, 때로는 열악한 조건의 거리에서 촬영, 거의 반복되지 않는 순간 포착, 풍경 촬영 중 빛의 마법 포착 등이 수반된다.
여행이 더욱 쉽게 접근 가능해지면서 점점 더 많은 장르가 아마추어와 전문가 모두에게 열려가고 있다. 아마추어 여행 사진은 플리커, 500px 및 1x와 같은 사이트를 통해 공유되는 경우가 많다. 여행 사진은 패션, 제품, 음식 사진과 같은 다른 장르와 달리 여전히 과소평가되고 상대적으로 수익이 적은 장르이다. 하지만 여행 사진가가 직면하는 어려움은 빛과 기타 촬영 조건이 좋지 않은 일부 장르보다 훨씬 더 크다. 전통적으로 여행 사진가들은 스톡 사진, 잡지 작업, 상업 프로젝트를 통해 돈을 벌었다. 요즘 스톡 사진 시장은 붕괴되었고 점점 더 많은 사진가들이 블로그, 대중 연설, 상업 프로젝트, 교육 등 생계를 유지하기 위해 더욱 혁신적인 방법을 사용하고 있다.

## 여행사진 소비자
내셔널 지오그래픽 트래블러(National Geographic Traveler), 콘데 나스트 트래블러(Conde Nast Traveler) 등과 같은 여행 출판물 외에도 여행, 사진 교육 등의 산업에서도 이 장르에 대한 수요가 존재한다. 오늘날 많은 여행 사진 작가들은 독특한 여행에 대한 지식을 활용하여 기업을 통해 사진 투어를 주도하고 있다. 위치, 전문 사진 작가로 일한 경험을 활용하여 여행 애호가가 여행 중에 멋진 여행 이미지를 찍을 수 있도록 도와준다. 다른 많은 사람들이 주변광 사진 분야의 교육자로 활동하고 있다. 그들 중 일부는 본질적으로 자신의 강점을 활용하는 과제를 수행하고 있다. 건축가 및 인테리어 디자이너를 위한 건물 외부 또는 내부 촬영. 스티브 맥커리와 같은 사진작가들은 여행과 다큐멘터리 사진의 기술을 활용하여 상업 광고 작업을 촬영하도록 의뢰받는 경우가 많다.

## 역사
초기 실무자로는 프란시스 베드포드, 조지 브리지스, 막심 뒤 캠프, 솔로몬 누네스 카르발류, 프란시스 프리스 및 제임스 리칼턴이 있다.